# 5524 Lecacheux
5524 Lecacheux è un asteroide della fascia principale. Scoperto nel 1991, presenta un'orbita caratterizzata da un semiasse maggiore pari a 2,3666185 UA e da un'eccentricità di 0,0268398, inclinata di 7,49321° rispetto all'eclittica.